# Iglesia católica anglicana (tradicionalista)

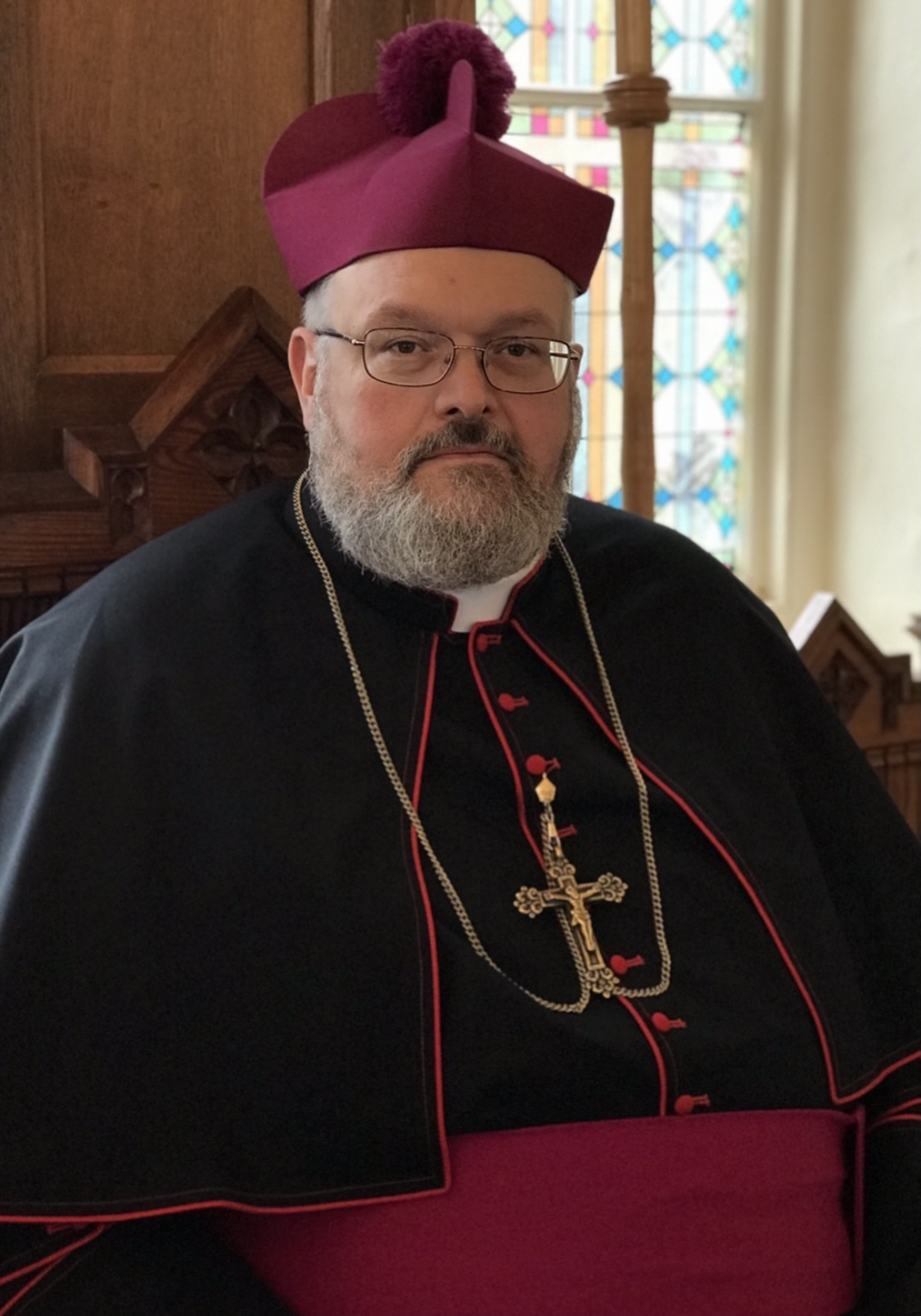
Reverendísimo Dr. Damien Mead, Obispo Ordinario de la Diócesis del Reino Unido, Iglesia Católica Anglicana

La Iglesia católica anglicana es un cuerpo a nivel mundial de cristianos anglicanos, partícipes del Movimiento Anglicano de Continuación que comenzó con el Congreso de St. Louis. El Congreso fue organizado como  respuesta de oposición a la decisión de la Iglesia Episcopal, para permitir la ordenación de mujeres al sacerdocio y al episcopado, y por otra parte, como reacción ante la revisión (o reformulación) del Libro de Oración Común. Uno de los objetivos del movimiento, y de esta iglesia en particular, es mantener la Tradición apostólica, en cuanto a que el clero esté compuesto solamente por hombres. Otro objetivo es conservar el uso histórico de las formas litúrgicas anglicanas. Por estas razones fundaron una nueva iglesia, la Iglesia Anglicana de Estados Unidos, nombre que posteriormente fue cambiado por el de Iglesia católica anglicana.
La declaración de principios del Congreso, llamada "Afirmación de St. Louis", resume las razones para crear esta nueva iglesia de la siguiente manera:

"...la Iglesia Anglicana de Canadá y la Iglesia Episcopal Protestante de los Estados Unidos, por sus intentos ilegales de alterar la Fe, el Orden y la Moral, (especialmente en su Sínodo General de 1975 y la Convención General de 1976), se han alejado de la Iglesia de Cristo, Una, Santa, Católica y Apostólica..."

La Iglesia Anglicana Tradicional (TAC), también conocida como Comunión Anglicana Tradicional, es un grupo de iglesias anglicanas que se separaron de la Comunión Anglicana y no están bajo la autoridad del Arzobispo de Canterbury. Se caracterizan por su adherencia a las tradiciones anglicanas históricas y por su postura conservadora en temas teológicos y morales. 
Características principales de la Iglesia Anglicana Tradicional:
Independencia de la Comunión Anglicana:
No están alineadas con la Comunión Anglicana ni con el Arzobispo de Canterbury. 
Énfasis en la tradición:
Buscan preservar las prácticas y doctrinas anglicanas históricas, incluyendo el uso del Libro de Oración Común. 
Postura conservadora:
En general, mantienen una visión más conservadora sobre temas como la moral sexual, el sacerdocio femenino y la ordenación de personas LGBTQ+. 
Diversidad interna:
Aunque comparten principios básicos, existen diferentes denominaciones y jurisdicciones dentro de la TAC. 
Enfoque en la catolicidad y la reforma:
Se ven a sí mismos como herederos de la tradición católica y anglicana, buscando una reforma basada en las Escrituras y la tradición de la iglesia primitiva. 
Presencia global:
La TAC tiene presencia en varios países, incluyendo Estados Unidos, Canadá, Reino Unido, Australia y África. 
Ejemplos de Iglesias Anglicanas Tradicionales:
Iglesia Católica Anglicana (ACC):
Una de las iglesias más grandes dentro de la TAC, con presencia en varios continentes. 
Otras iglesias y jurisdicciones:
Existen diversas iglesias y jurisdicciones dentro de la TAC que se autodenominan anglicanas tradicionales o continuacionistas. 
En resumen, la Iglesia Anglicana Tradicional representa un movimiento que busca mantener vivas las tradiciones anglicanas históricas, a menudo con una perspectiva más conservadora en comparación con otras ramas del anglicanismo.

## Historia
En 1977 se consagraron 4 obispos. Lo que se llamó en un principio la Iglesia Anglicana en Norteamérica (Episcopal) se dividió. Las parroquias canadienses formaron la Iglesia católica anglicana de Canadá, mientras que en los Estados Unidos se formaron la Iglesia católica anglicana y la Provincia Anglicana de Cristo Rey.

### Manteniendo la fe[2]
Aunque nuestros orígenes se remontan a la Iglesia de Inglaterra, nuestros comienzos más recientes provienen de la agitación religiosa de finales del siglo XX. En la década de 1970, algunas iglesias dentro de la comunidad anglicana comenzaron a rechazar lo que creemos que es la fe católica y apostólica. Como resultado, en 1977, un congreso internacional de casi 2000 clérigos y laicos anglicanos se reunió en San Luis, Misuri, para crear una jurisdicción conservadora donde se pudiera preservar el anglicanismo tradicional.
En 1984 las cinco diócesis de la Iglesia de La India (Anglicana) fueron recibidas por la Iglesia católica anglicana y se constituyeron en su Segunda Provincia. Desde 1990 la Iglesia católica anglicana se ha expandido con doce diócesis en América, en países como Colombia, Ecuador, Venezuela, Uruguay y Argentina, además en el Reino Unido y Australia. También durante este período un número de parroquias abandonó la Iglesia católica anglicana para unirse con la Iglesia Episcopal Americana formando la Iglesia Anglicana en América. Muchas de estas diócesis han vuelto a la provincia original de la Iglesia católica anglicana ACC con sede en USA y su expansión es inminente, se considera a la ACC como el segundo movimiento anglicano más grande del mundo, la cual ha conservado todo lo correspondiente a la catolicidad de la iglesia universal de Nuestro Señor, aceptando los Dogmas de Fe que en la tradición de esta se han venido creyendo y viviendo en el espíritu de la tradición, no desconocemos ninguno de los principios básicos, solo que el no estar en comunión con el Santo Padre, el papa de Roma en obediencia y no aceptar el celibato como lo exige la Iglesia católica de Roma, no nos quita el derecho, de ser en verdad católicos, que seamos aceptados o no, es cosa que respetamos, continuaremos desarrollando nuestro ministerio como consagrados, tratando de vivir el evangelio, como nuestro señor nos lo pidió y trataremos de no cerrar las puertas a la posibilidad de volver a ser, la Una, Santa, Católica y Apostólica, según el texto del Evangelio de Juan 17.21 " Que todos sean Uno, como Tu Padre estas en Mí y Yo en Ti. Sean también uno en nosotros; así el mundo creerá que tu me has enviado." La ACC. P.O, continuara dando testimonio de vida cristiana y católica, sirviendo y amando a los más necesitados, para la Gloria de Dios, bajo el amparo y protección de la Bienaventurada Siempre Virgen María, Madre de la Iglesia y Madre Nuestra. Somos de Línea Tradicional y no aceptamos, la ordenación de mujeres en ninguno de los tres grados del orden sagrado, por eso no estamos en unidad plena con la sede de Inglaterra.
Se considera a la ACC como el segundo movimiento más grande del mundo, después de la Comunión anglicana con sede en Canterbury, que se ha alejado de la catolicidad y la tradición apostólica por ordenar mujeres al sacerdocio y episcopado.
La Iglesia Católica Anglicana fue creada en 1978, cuando un grupo de personas decidió seguir los principios de la Iglesia cristiana primitiva según lo determinado por los Concilios Ecuménicos. Originalmente se autodenominaron Iglesia Anglicana de América del Norte y estaban bajo el liderazgo de un obispo episcopal jubilado llamado Albert Chambers. Más tarde, Chambers consagró cuatro obispos más y les transfirió su jurisdicción, lo que condujo a la creación de la Iglesia Católica Anglicana. Aunque el ACC comenzó en América del Norte, se ha extendido a otros lugares donde se utilizan el idioma inglés y el Libro de Oración Común. El ACC abraza su historia como parte de la Iglesia inglesa y la tradición cristiana más amplia.
Aunque la política y el gobierno de la ACC se establecieron a fines del siglo XX, los orígenes de la Iglesia se remontan a épocas anteriores, ya que heredamos de la Iglesia inglesa. Nuestra historia se remonta a la era de la Reforma y la Edad Media, e incluso más allá de la Era Patrística. Para obtener una mejor comprensión de nuestra historia y contexto, haga clic en el enlace proporcionado.

### Origen de Iglesia Católica Anglicana
La Iglesia Anglicana es una rama de la Iglesia de Cristo que tiene sus raíces en la Iglesia de Inglaterra. La fe cristiana probablemente fue traída a Gran Bretaña por comerciantes, caminantes y soldados después de que se convirtió en parte del Imperio Romano. Durante la Reforma, la Iglesia de Inglaterra surgió como una institución distinta que conserva una herencia católica a través de sus credos, decisiones del Concilio General, liturgia y sacramentos, y el ministerio de obispos, sacerdotes y diáconos en sucesión apostólica.
La Iglesia de Inglaterra fue reformada eliminando algunas prácticas innecesarias de la Iglesia medieval, restaurando las costumbres cristianas primitivas y enfatizando la importancia de las Sagradas Escrituras. Algunos miembros de la Iglesia de Inglaterra emigraron a Estados Unidos en los siglos XVI y XVII, y la Iglesia se convirtió en la religión oficial de muchas colonias. Después de la Revolución Americana, los anglicanos estadounidenses establecieron su propia rama de la Iglesia llamada Iglesia Episcopal. Sin embargo, en los últimos 35 años, la Iglesia Episcopal ha abandonado muchas de las creencias y prácticas tradicionales del anglicanismo histórico. Esto ha provocado que algunos episcopales y anglicanos busquen preservar y promover estas tradiciones.

### Restauración En América
La Iglesia de Inglaterra fue reformada eliminando algunas prácticas innecesarias de la Iglesia medieval, restaurando las costumbres cristianas primitivas y enfatizando la importancia de las Sagradas Escrituras. Algunos miembros de la Iglesia de Inglaterra emigraron a Estados Unidos en los siglos XVI y XVII, y la Iglesia se convirtió en la religión oficial de muchas colonias. Después de la Revolución Americana, los anglicanos estadounidenses establecieron su propia rama de la Iglesia llamada Iglesia Episcopal. Sin embargo, en los últimos 35 años, la Iglesia Episcopal ha abandonado muchas de las creencias y prácticas tradicionales del anglicanismo histórico. Esto ha provocado que algunos episcopales y anglicanos busquen preservar y promover estas tradiciones.

### UNIVERSAL Y REFORMADA
La Iglesia Anglicana cree en su herencia "católica", lo que significa que son fieles a la fe revelada por Jesucristo y proclamada por la Iglesia primitiva y enseñada en las Sagradas Escrituras. También reconocen a los pastores y maestros que intentaron reformar la Iglesia en los siglos XVI y XVII y afirman que la autoridad de la Biblia es la norma y el principio de la fe y la práctica cristianas. Los anglicanos no ven "católica" y "reforma" o "evangélica" como contradictorias, sino más bien como afirmaciones de la totalidad de la fe. La tarea de la Iglesia es transmitir fielmente lo que Dios ha revelado, y la prueba de tal fidelidad es el mismo Evangelio, así como los testimonios vivos de la Tradición. Los anglicanos también atesoran su identidad católica, compartida por otras iglesias, y exigen que la catolicidad sea una prueba continua de la fidelidad de cada iglesia a la fe una vez entregada a los santos.

### ¿Cual es esta Fe que hemos procurado preservar?
La fe anglicana se basa en la Sagrada Escritura, que incluye el Antiguo y el Nuevo Testamento. Los anglicanos creen que estos libros son una revelación válida de la actividad de Dios, sus afirmaciones morales y de sí mismo. Los libros apócrifos también se usan para instrucción pero no para establecer ninguna doctrina. Los credos antiguos expresan la Fe de la Iglesia y deben entenderse como escritos. Ellos resumen la creencia de que Dios es un Dios en tres personas, y la vida, muerte y resurrección de Jesucristo abrió el camino para que seamos hijos de Dios. La moral cristiana se basa en la divina Ley Moral de la Mente de Cristo, tal como se encuentra en las Sagradas Escrituras y las enseñanzas de la Iglesia. Esta enseñanza es visible en el Sermón de la Montaña y el Resumen de la Ley del Señor, que es amar a Dios y al prójimo.